# 千金奇緣
千金奇緣(Geek Charming)是一部美國2011年迪士尼頻道原創電影由同名小說改編而成。本部電影由Jeffrey Hornaday導演並由Elizabeth Hackett和Hilary Galanoy編劇。由莎拉·海蘭和馬特·羅普考普主演。2011年11月11日於美國迪士尼頻道首播。台灣為2012年1月22日。2012年1月27日於英國迪士尼頻道，而2012年1月28日於迪士尼頻道大中華地區首播。首播約有490萬觀眾，當周的第五名(美國)。

## 故事簡介
狄倫·尚菲爾是一個學校的人氣王，有錢，漂亮，但是很自私的大頭症高中女生，她的夢想就是拿到春季舞會女王頭銜，為此她花了不少功夫。喬許·羅森，學校電影社的社長，外表普通老土，因為經常拿著攝影機被當作阿宅，他的夢想是拍一部可以得獎的電影，於是在靈機一動下，他決定拍攝狄倫的紀錄片;而狄倫自認為這部紀錄片能夠增加她的知名度和宣傳效果，於是不可能的組合就此誕生！！
過程中，這一對被視為阿宅和公主的組合到底會碰出什麼火花?

## 人物介紹
- 莎拉·海蘭 飾演 狄倫·尚菲爾
- 馬特·羅普考普 飾演 喬許·羅森
- 萨莎·皮特丝 飾演 艾咪
- Jordan Nichols 飾演 亞瑟

- Vanessa Morgan 飾演 漢娜
- Lili Simmons 飾演 蘿拉
- David Del Rio 飾演 艾利
- Jimmy Bellinger 飾演 史蒂芬
- Lilli Birdsell 飾演 珊蒂
- Andrew Airlie 飾演 艾倫·尚菲爾(狄倫的爸爸)
- Caitlin（凯西·罗尔饰演）
- Andrea Brooks 飾演 Nicole Paterson

## 製作過程
Robin Palmer，本書的作者並沒有參與製作並且拒絕觀看改編後的電影，因為她無法接受小說改成電影。
該電影在溫哥華拍攝，聖喬治亞高中(Saint Georges School)。

## 備註
1. ↑  . TVByTheNumbers.com. October 4, 2011  [October 16, 2011]. （原始内容存档于2011-11-19）.
2. ↑  . Disney Channel Medianet. October 4, 2011  [October 16, 2011]. （原始内容存档于2011-11-19）.
3. ↑  . TVbythenumbers.com. November 15, 2011  [December 7, 2011]. （原始内容存档于2012-01-27）.
4. ↑  .   [2012-01-28]. （原始内容存档于2012-02-10）.
5. ↑  . Disney Channel Medianet.   [October 16, 2011]. （原始内容存档于2012-02-05）.

## 外部連結
- 官方网站
- 互联网电影数据库（IMDb）上《千金奇緣》的资料（英文）
- Interview with Sarah Hyland（页面存档备份，存于）